# Johann Adam I. Andreas (Liechtenstein)

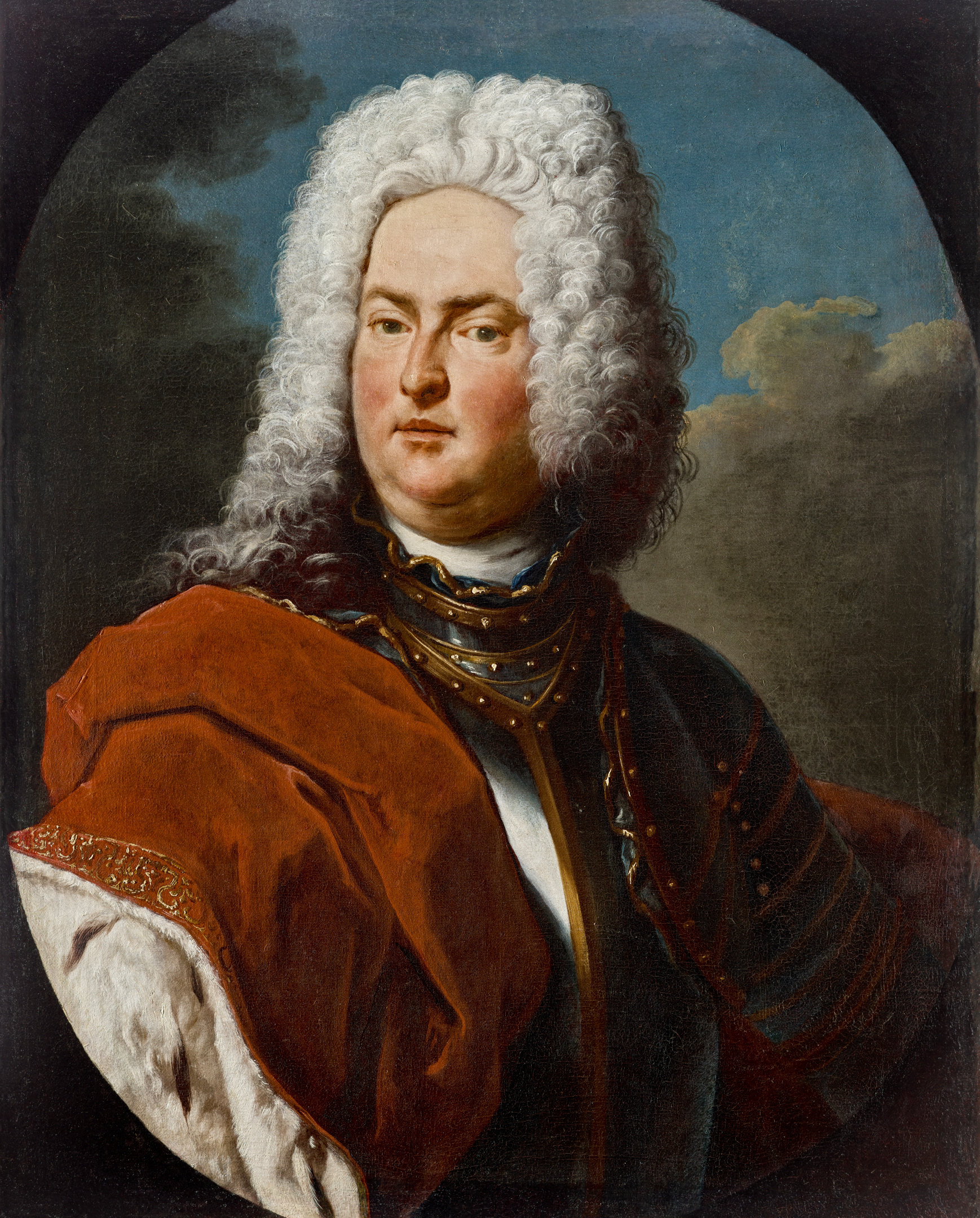
Johann Adam I. Andreas von Liechtenstein (Gemälde von Peter van Roy um 1706)

Johann Adam I. Andreas, auch Hans Adam I. (* 30. November 1657 in Brünn; † 16. Juni 1712 in Wien), genannt der Reiche, war von 1684 bis 1712 dritter Fürst von Liechtenstein, Herzog von Troppau und Jägerndorf sowie Erwerber der reichsunmittelbaren Territorien, die zur Grundlage des späteren Reichsfürstentums Liechtenstein wurden.

## Biografie

### Frühe Jahre
Liechtenstein war der jüngste Sohn des Fürsten Karl Eusebius von Liechtenstein (1611–1684) und dessen Gattin Johanna Beatrix, geborene Gräfin von Dietrichstein († 1676). Die ersten Jahre seiner Kindheit verbrachte er bei seiner Tante Gräfin Maria Eleonore von Dietrichstein auf Schloss Austerlitz und in Brünn. Um die Gesundheit des jungen Knaben war es nicht allzu gut bestellt. So ließen die Eltern hundert Messen zu seiner Genesung lesen. Ende 1666 wurde das elterliche Schloss Feldsberg zu seiner neuen Heimat. Ein eigener Hofstaat sorgte für die standesgemäße Lebensweise und Erziehung des Fürstensohns. Erste Reisen führten ihn nach Göding, Steinitz, Graz und Wien. Nach dem Tod seiner Mutter begab er sich 1677 unter dem Namen Baron von Eisenberg auf eine Reise nach Italien. Nach seiner Rückkehr zog er sich in das Kloster bzw. das Krankenhaus der Barmherzigen Brüder in Wien zurück. Die Diagnose lautete auf Muskelschwund am linken Arm. Sein Vater konsultierte die erfahrensten und bekanntesten Ärzte seiner Zeit. Daraufhin folgte ein Kuraufenthalt in Teplitz. Die Kur zeigte gegen alle Erwartungen einen guten Erfolg. 1679 begab er sich auf seine zweite Reise nach Venedig. In der Lagunenstadt angekommen, erkrankte er erneut schwer und kehrte nach Feldsberg zurück. Mit der Volljährigkeit erhielt er von seinem Vater die Herrschaften Plumenau und Butschowitz als Wohnsitz übertragen.
Am 16. Februar 1681 heiratete er in Wien seine Cousine Gräfin Erdmunda von Dietrichstein (1662–1737), Tochter des Fürsten Ferdinand Joseph von Dietrichstein (1636–1698) und dessen Gattin Maria Elisabeth, geborene Fürstin von Eggenberg (1640–1715). Sowohl sein Vater als auch dessen Vetter Fürst Hartmann von Liechtenstein standen dieser Hochzeit skeptisch bis ablehnend gegenüber. War es beim Vater die Sorge, die kränkliche Konstitution der ihm gut bekannten Brautmutter könnte sich auf ihre Tochter vererbt haben, so hegte Fürst Hartmann starke Bedenken wegen der allzu engen Blutsverwandtschaft der Häuser Liechtenstein und Dietrichstein. Aufgrund der nahen Verwandtschaft des Brautpaares war eine päpstliche Dispens erforderlich. Aus der Ehe gingen schließlich zwölf Kinder hervor.
Von 1681 bis 1684 lebte das Ehepaar auf Schloss Plumenau (Plumlov), das ihnen von seinem Vater mit einer jährlichen Zuwendung von 12.000 Gulden ausgestattet worden war. Mit diesem Geld vermochte Liechtenstein seinen Hofstaat zu besolden. Sein Hauptaugenmerk galt zunächst dem Schlossumbau, der 1685 fertiggestellt wurde. Seine 1682 geplante Kandidatur für das Amt des Oberlandeshauptmanns von Schlesien scheiterte am Einspruch seines Vaters.

### Regentschaft
Da seine vier älteren Brüder bereits im Säuglingsalter verstorben waren, trat Liechtenstein nach dem Tod seines Vaters 1684 die Regentschaft und das Erbe des Großen Karolinischen Majorats des Hauses Liechtenstein an. Das Majorat umfasste bei seinem Antritt die fideikommissarischen Herrschaften und Primogeniturbesitzungen Eisenberg an der March mit Mährisch Schildberg, Eisgrub mit der Stadt Auspitz, Feldsberg, Goldenstein, Herrnbaumgarten mit Poysdorf, Kruth, Walterskirchen, Reintal, Bernhardsthal und Katzelsdorf, Hohenstadt an der March, Landskron mit Landsberg (Lanšperk), Mährisch Schönberg, Mährisch Trübau mit Türnau, Plumenau mit Kosteletz in der Hanna und der Stadt Proßnitz, Rostok und die Herzogtümer Troppau und Jägerndorf, die allodialen Herrschaften Aurzimowes, Mährisch Aussee, Butschowitz, Lundenburg, Posorschitz mit Kiritein und Adamsthal, Schwarzenberg, Schwarzkosteletz mit Planian (Plaňany), Skworetz (Škvorec) sowie Immobilien und Grundbesitz in Prag, Brünn und Wien. Mit seiner Familie bezog er Schloss Feldsberg. Die erste und wichtigste Aufgabe des neuen Familienoberhaupts bestand in der Rückzahlung der von seinem Vater hinterlassenen Schulden, die sich auf mehr als 800.000 Gulden beliefen. Aufgrund einer konsequenten Reorganisation der fürstlichen Verwaltung und der Wirtschaft seiner Güter vermochte er in kurzer Zeit die Ausstände zu begleichen und darüber hinaus einen so ansehnlichen Gewinn zu erwirtschaften, dass er schon bald den Beinamen der Reiche erhielt. Er bemühte sich zudem um die Rückkehr der Franziskanermönche nach Feldsberg. Für diesen Zweck ordnete er 1686 den Neubau von Kloster, Kirche und Konventgebäuden an. Seine Ernennung 1687 zum Geheimen Rat durch Kaiser Leopold I. galt als besondere Auszeichnung und Wertschätzung. Der Kaiser trug damit der offenkundigen wirtschaftlichen Kompetenz Liechtensteins Rechnung. Der rasche Abbau der väterlichen Schuldenlast und die damit verbundene erfolgreiche Neuorganisation der fürstlichen Herrschaften waren auch dem Kaiserhof nicht entgangen. Zudem hatte er dem Kaiser ein Darlehen von 30.000 Gulden zur Fortsetzung des Türkenkriegs zukommen lassen. Es sollte nicht das einzige bleiben: im Laufe der Zeit erhöhte sich die Summe der vorgeschossenen Gelder auf den Betrag von knapp einer Million Gulden. Im gleichen Jahr erwarb er von der Familie Auersperg ein Grundstück in der Rossau, das er in der Folge durch Zukäufe erweiterte. Im südlichen Teil des Grundstücks ließ er ab 1690 das Gartenpalais errichten, im Norden gründete er eine Brauerei und eine Grundherrschaft, aus der sich die Vorstadt Lichtental entwickelte.
1692 erwarb er die mährische Herrschaft Göding. 1694 kaufte er das im Rohbau fertiggestellte Palais des Grafen Dominik Andreas von Kaunitz, bestimmte es als Majoratshaus und ließ es bis 1705 vollenden. 1695 erwarb er zwei Drittel der Herrschaften Sternberg und Kniebitz, die 1699 mit dem Kauf des verbliebenen Drittels ganz in seinen Besitz übergingen. 1698 ernannte ihn Kaiser Leopold I. zum Mitglied und ab 1699 zum Vorsitzenden der Kommission zur Untersuchung der Gebrechen des Kameralwesens, der auch die Überprüfung des kaiserlichen Vizedomamtes übertragen wurde. Liechtensteins Bemühungen um den Abbau der Bürokratie, die Schaffung eines zeitgemäßen Kreditapparats und die Reorganisation der habsburgischen Domänen scheiterten letztlich am Widerstand der um ihre Existenz besorgten kaiserlichen Beamten. Daraufhin legte er das Amt nieder.
Die erfolglosen Bemühungen seiner Vorfahren durch den Erwerb von reichsunmittelbarem Gebiet Sitz und Stimme am Reichstag zu erlangen, konnte Liechtenstein umsetzen. Die Gelegenheit dazu ergab sich 1696, als die durch Kriege und Misswirtschaft hoch verschuldeten Grafen von Hohenems die reichsfreie Herrschaft Schellenberg zum Kauf anboten. Er überbot seine Mitbewerber und unterzeichnete am 18. Januar 1699 den Kaufvertrag. Der Erwerb dieser Herrschaft zu einem stark überhöhten Preis von 115.000 Gulden beinhaltete auch das Vorkaufsrecht auf die gleichfalls den Grafen von Hohenems gehörende Reichsgrafschaft Vaduz. Aus der Sicht des Reichsfürstenrats war das Territorium für sich allein jedoch zu klein, um als fürstenmäßiges Gebiet gelten zu können. Erst nachdem 1707 die stets in Geldnöten steckenden Reichsstände Liechtensteins Angebot eines zinsenlosen Darlehens von 250.000 Gulden akzeptiert hatten, gewährten diese ihm und seinen männlichen Nachkommen Sitz und Stimme als Mitglied des Schwäbischen Reichskreises.
1701 erwarb er die Herrschaft Judenau mit dem Gut Dietersdorf und dem Edelsitz Ödenthal, 1702 die Herrschaft Liptau-Hradek und 1703 die Herrschaften Kirchberg und Weißenburg mit den Ämtern Wolzan und Lunz. Nach dem Konkurs des Finanzhauses Oppenheimer 1703 wurde die erste österreichische Staatsbank, die Banco del Giro, nach venezianischem Vorbild gegründet und Liechtenstein von Kaiser Leopold I. zu deren Direktor ernannt. Sein Ansehen sollte andere Mitglieder des Hochadels zu großzügiger Investition bewegen. Versuche, den Wirkungsbereich des Direktors zu verringern und die angestrebte Loslösung vom kaiserlichen Hof veranlassten ihn, das Amt 1705 niederzulegen.
1708 erwarb er die böhmische Herrschaft Rothenhaus. Im gleichen Jahr wurde er von Kaiser Joseph I. zum Prinzipalkommissär ernannt und mit dessen Vertretung beim ungarischen Landtag in Pressburg betraut. Die Mission war heikel, denn im Königreich Ungarn herrschte Aufruhr. Nach dem Ende der langen türkischen Besatzung wollten sich viele ungarische Adelige und Bauern nun auch von der habsburgischen Herrschaft befreien und in freier Wahl ihren König selbst bestellen. 1709 kehrte er nach Wien zurück. Damit endete sein Gastspiel in Politik und Diplomatie.

### Letzte Jahre

Grab Johann Adam I. Andreas von Liechtenstein in der Fürstengruft Wranau

Liechtenstein vereinte in seiner Person wirtschaftliches Denken und die barocke Freude an den schönen Künsten, allen voran an Architektur und Malerei. Ein Teil seiner Palais beherbergte die von seinem Vater geerbte und von ihm systematisch erweiterte Gemäldegalerie. Seiner Sammelleidenschaft ist auch jene Fülle von qualitativ hochwertigen Skulpturen, Gewehren und kunsthandwerklichen Meisterstücken zu verdanken, die den Ruhm der Sammlungen des Fürsten von Liechtenstein bis heute mit begründen.
Nachdem sein noch einzig lebender Sohn und Erbe, Franz Dominik, 1711 an den Pocken verstarb und er unter Hinweis seiner körperlichen Indisposition den Wunsch des designierten Kaisers Karl VI., ihn als Hauptgesandten zur Kaiserwahl nach Frankfurt am Main zu ernennen, ablehnte, verfasste er im Juli desselben Jahres sein Testament. Dreizehn Jahre nach dem Kauf der Herrschaft Schellenberg sah sich Graf Jakob Hannibal III. von Hohenems auf Druck seiner Gläubiger genötigt, auch die Reichsgrafschaft Vaduz zu verkaufen. Nun konnte Liechtenstein sein Vorkaufsrecht in Anspruch nehmen. Der Kaufvertrag wurde am 27. Februar 1712 unterzeichnet und am 7. März vom Kaiser bestätigt. Mit 290.000 Gulden überstieg der Betrag den Wert der kleinen und ertragsmäßig geringen Grafschaft um ein Vielfaches. Da sich der Schwäbische Reichskreis aus Geldmangel außerstande sah, das von ihm 1707 gewährte Darlehen zurückzuzahlen, erhöhte sich der tatsächliche Kaufpreis fast auf das Doppelte.
Am 16. Juni 1712 verstarb Liechtenstein an den Folgen eines Schlaganfalls in seinem Wiener Gartenpalais. Mit ihm erlosch die regierende Karolinische Linie des Hauses Liechtenstein im Mannesstamm. Seinem Wunsch entsprechend wurde sein Leichnam in die Familiengruft nach Wranau überführt und in Stille an der Seite seines Sohns Franz Dominik bestattet.

## Testament
Am 17. Juni 1712 wurde Liechtensteins Testament in Wien eröffnet. Darin offenbarte sich, wie angespannt sein Verhältnis zu seinem Nachfolger Anton Florian gewesen war. Er hinterließ dem ungeliebten Vetter, ohne ihn auch nur namentlich zu erwähnen, nicht mehr als er ihm aufgrund des Familienvertrags von 1606 zu geben schuldig war. Die weiteren Besitzungen vermachte er seiner Witwe, seinen Töchtern und den Söhnen seines 1704 verstorbenen Vetters Philipp Erasmus, wobei dessen damals erst 15-jähriger ältester Sohn Joseph Wenzel unter anderem die reichsunmittelbaren Herrschaften Vaduz und Schellenberg, alle fürstlichen Gestüte und Pferde sowie die Häuser in der Wiener Herrengasse erbte. Zwar waren die Bestimmungen des Testaments rechtsgültig, doch widersprachen sie dem Geist der bis dahin stets eingehaltenen Erbeinigung, die eine Stärkung des Majorats und der Primogenitur vorsah. Dementsprechend hatten seine letztwilligen Verfügungen eine Vielzahl von Prozessen zur Folge.

## Nachkommen
- Sohn (*/† 1682)
- Elisabeth (1683–1744) ⚭ 1703 Fürst Maximilian II. von Liechtenstein (1641–1709); ⚭² 1713 Herzog Leopold zu Schleswig-Holstein-Sonderburg-Wiesenburg (1674–1744)
- Karl Joseph (1684–1704)
- Maria Antonia (1687–1750) ⚭ 1704 Graf Márk Adam Czobor von Czoborszentmihály († 1728); ⚭² 1731 Graf Karl Hrzán von Harras († 1749)
- Maria Anna (*/† 1688)
- Franz Dominik (1689–1711)
- Gabriele (1692–1713) ⚭ 1712 Fürst Joseph Johann Adam von und zu Liechtenstein (1690–1732)
- Maria Theresia (1694–1772) ⚭ 1713 Herzog Thomas Emanuel von Savoyen-Carignan (1687–1729)
- Anton (*/† 1696)
- Margaretha (1697–1702)
- Maria Dominika (1698–1724) ⚭ 1719 Fürst Heinrich Joseph von Auersperg (1697–1783)
- Johann Baptist (*/† 1700)

## Ehrungen
- 1694: 575. Ritter des Ordens vom Goldenen Vlies
- 1862 wurde in Wien-Alsergrund (9. Bezirk) die Liechtensteinstraße nach ihm benannt, indirekt auch die Fürstengasse